# Chesneya badachschanica
Chesneya badachschanica är en ärtväxtart som beskrevs av Antonina Georgievna Borissova. Chesneya badachschanica ingår i släktet Chesneya och familjen ärtväxter. Inga underarter finns listade i Catalogue of Life.